# Crataegus pruinosa
Crataegus pruinosa är en rosväxtart som beskrevs av Wendl.. Crataegus pruinosa ingår i Hagtornssläktet som ingår i familjen rosväxter.

## Underarter
Arten delas in i följande underarter:
- C. p. dissona
- C. p. gattingeri
- C. p. magnifolia